# HD 145934 b
HD 145934 b est une planète extrasolaire (exoplanète) confirmée en orbite autour de l'étoile HD 145934.
Détectée par la méthode spectroscopique des vitesses radiales, sa découverte a été confirmée par la NASA le 8 janvier 2015.